# Повторение (реторика)
Повторението в литературата е стилистически и реторически похват, който се основава на използването на едни и същи думи и изрази, с цел усилване на изразителността на словото и на емоционалното му въздействие върху читателя.
Стилистични фигури, които използват повторение, са например анафората, мезофората и епифората, която представляват повторение на звуци, думи и изрази съответно в началото, средата и края на няколко последователни строфи от стихотворението или на няколко изречения в текста. Повтарящата се употреба на едни и същи съюзи в рамките на едно изречение е отделна стилистична фигура — полисиндетон.
Освен на думи и изрази, повторението може да бъде и на звуци. Звуковите повторения представляват средства за изграждането на така наречената фоника – звуковата организация на текста. Сред най-въздействащите звукови повторения е римата в поезията, чиято двояка функция е да маркира края на стиха и художествено-естетически да преосмисля поетическата творба (освен когато римата се използва за постигане на формален ефект).
Стилистичните средства асонанс и алитерация се основават върху повторяемостта на еднакви или близки по гласеж съответно гласни и съгласни звуци при подчертаването на особено важните по смисъл думи в стиха.